# Szent Elmo tüze (film)
A Szent Elmo tüze (eredeti cím: St. Elmo's Fire) 1985-ben bemutatott amerikai romantikus filmdráma, melynek forgatókönyvírója és rendezője Joel Schumacher. A főszerepben Emilio Estevez, Rob Lowe, Andrew McCarthy, Demi Moore, Judd Nelson, Ally Sheedy, Andie MacDowell és Mare Winningham látható. A film a Brat Pack műfaj egyik kiemelkedő alkotása.
1985. június 28-án mutatták be. Általánosságban negatív véleményeket kapott a kritikusoktól, de bevételi szempontból sikeresen teljesített; 10 millió dolláros költségvetésből 37,8 millió dollárt hozott.

## Cselekmény
A film középpontjában a washingtoni Georgetown Egyetem frissdiplomásainak egy köre áll, akik az egyetem utáni élethez és a felnőtté válás felelősségéhez próbálnak alkalmazkodni.

## Szereplők
| Karakter        | Színész             | Magyar hang        |
| --------------- | ------------------- | ------------------ |
| Kirby Keger     | Emilio Estevez      | Zalán János        |
| Billy Hicks     | Rob Lowe            | Rajkai Zoltán      |
| Kevin Dolenz    | Andrew McCarthy     | Stohl András       |
| Jules           | Demi Moore          | Hámori Eszter      |
| Alec Newbary    | Judd Nelson         | Selmeczi Roland    |
| Leslie Hunter   | Ally Sheedy         | Orosz Helga        |
| Wendy Beamish   | Mare Winningham     | Für Anikó          |
| Mr. Beamish     | Martin Balsam       | Dobránszky Zoltán  |
| Dale Biberman   | Andie MacDowell     | Szalay Kriszta     |
| Mrs. Beamish    | Joyce Van Patten    | Kassai Ilona       |
| Felicia         | Jenny Wright        | Farkasinszky Edit  |
| Wally           | Blake Clark         |                    |
| Howie Krantz    | Jon Cutler          | Faragó József      |
| Ron Dellasandro | Matthew Laurance    | Csonka András      |
| Judith          | Gina Hecht          |                    |
| Naomi           | Anna Maria Horsford | Kocsis Mariann     |
| Rendőr          | Vincent J. Isaac    | Both András        |
| Főpincér        | Don Moss            | Orosz István       |
| Libby           | Elizabeth Arlen     | Murányi Tünde      |
| Rachael         | Bernadette Birkett  | Frajt Edit         |
| Guy             | James Carrington    | Lux Ádám           |
| Sofőr           | Michele Winding     | Kisfalvi Krisztina |

## A film készítése
A filmet 1984 júliusában jelentették be. A vezető producere Ned Tanen volt. Tanen volt a Nulladik óra producere is.

## Bevétel
A film erősen nyitott, az első héten 6,1 millió dollárt keresett. A film végül 37,8 millió dollárt hozott. A film túlszárnyalta a Columbia más csalódásait abban az évben, köztük a Silverado, a Frankenstein menyasszonya és az Ingerlő idomok című filmeket.

## Fordítás
- Ez a szócikk részben vagy egészben  a   St. Elmo's Fire (film) című angol Wikipédia-szócikk fordításán alapul.  Az eredeti cikk szerkesztőit annak laptörténete sorolja fel. Ez a jelzés csupán a megfogalmazás eredetét és a szerzői jogokat jelzi, nem szolgál a cikkben szereplő információk forrásmegjelöléseként.